# Rue de France (Nice)
Pour les articles homonymes, voir Rue de France.
La rue de France est une voie de la commune française de Nice.

## Situation et accès
Cette rue est située quartier des Musiciens et quartier des Baumettes ; son code postal est 06000.
Au-delà de Magnan, elle change de nom en continuant vers l'Ouest pour s'appeler avenue de la Californie (le quartier porte ce nom).

## Historique
Cette rue est d'abord un ancien chemin. Le Var étant devenu frontière avec la France à la suite du rattachement de la Provence à la France en 1482, la rue prend l’appellation « Route de France » ; elle comprenait alors les actuelles rue de France et avenue de la Californie. Seule route carrossable entre Nice et la frontière française, la circulation y était dense car avant la venue du train dans la ville en 1864, l'arrivée à Nice se faisait soit par bateau soit par diligence. Dans ce dernier cas, la Route de France était la voie obligée. Quand la France annexe le Comté de Nice en 1860, la Route de France conduit au poste-frontière de Saint-Laurent-du-Var, situé du côté français. La Rue de France actuelle reprend une partie du parcours de l'ancienne Route de France.

## Bâtiments remarquables et lieux de mémoire
- n°20 : Palais Marie-Christine : sur la façade, deux macarons avec chacun les lettres M et C entrelacées et surmontées d'une couronne. C'est cette couronne qui fait penser que ce palais porte le nom de la reine Marie-Christine qui visita la ville de Nice avec son époux le roi Charles-Félix de Sardaigne.

|                                                         |
| Palais Marie-Christine. 20 Rue de France. Direction NE. |

- n°21 (au coin de la rue du Congrès) : Palais du Congrès

- n°22 : emplacement galerie d’art « Romanin » (du nom d’un château dans les Alpilles [2]) ouverte par Jean Moulin durant l’Occupation. Début 2012 l’appartement (un simple studio en fait) en étage habité par Jean Moulin a été mis en  vente et certains demandent qu’il soit transformé en musée [3].

- n°24 : Palais de la Buffa : la rue de la Buffa est parallèle à la rue de France.

|               |
| Vue générale. |

|                                 |
| Détail de décoration nominatif. |

- vers le n°26 : La colonne du Pape, sur la place de La Croix de Marbre (classé monument historique)

- n°27 : La Croix de Marbre (classée monument historique), mais la plaque a été reprise et le début xxLAxx a pu remplacer le mot PALAIS

|                    |
| La Croix de Marbre |

- n°35 : Palais Royal

- n°37 : Palais Reine-Marie

- n°43 : Palais Royal

- n°50-52 : Palais Alphonse XIII.

|               |
| Vue générale. |

|                               |
| Détail de la façade en angle. |

|                             |
| plaque nominative (détail). |

- n°65 : Palais Massena : en fait il s'agit de la Villa Massena (comme indiqué de part et d'autre du portail) léguée par la famille du Maréchal Massena pour accueillir le Musée Massena mais  l'appellation n'a pas manqué de se transformer en Palais Massena dans l'usage comme l'atteste le Parking Palais Massena voisin. Due à l'architecte Aaron Messiah, la villa a été achevée en 1905 (?). La parcelle donne sur la rue de France, la rue de Rivoli et la promenade des Anglais. Le Musée Masséna est réaménagé et ouvert.

- n°75 : Palais Belgica

- n°95 : Palais J.-B. Arnulf : MCMIX = 1909.

|               |
| Vue générale. |

|                       |
| Entrée de l'immeuble. |

|                    |
| Partie supérieure. |

- n°98 : Palais Éridan : astronyme.

|               |
| Vue générale. |

|                                                        |
| Entrée de l'immeuble (avec nom de l'immeuble lisible). |

- n°100 : Palais Regulus : astronyme.

|               |
| Vue générale. |

- n°102 : Palais Alcyone : astronyme.

|               |
| Vue générale. |

- n°109 : Palais de France : le nom du palais est celui de la rue.

|               |
| Vue générale. |

|                                                |
| Entrée de l'immeuble (avec plaque nominative). |

- n°111 : Palais Acquaviva.

|               |
| Vue générale. |

|                         |
| Détail en partie haute. |

|                 |
| Porte d'entrée. |

- n°113 : Palais Nicole : R. Guillaume architecte 1923.

|                 |
| Porte d'entrée. |

- n°121 rue de France (et 61, promenade des Anglais) : villa Furtado-Heine. Actuellement propriété des Armées pour résidences ; encore appelée « Villa des Officiers ».

- n°125 rue de France : Gloria Mansions, 1934. Ce bâtiment est classé aux Monuments historiques nationaux.

|               |
| Vue générale. |

|                   |
| Portail d'entrée. |

|                         |
| Portail Vue en sortant. |

|                  |
| Cour intérieure. |

|                  |
| Cour en sortant. |

|                               |
| Entrée intérieure principale. |

|                 |
| Vue intérieure. |

- n°144 : copropriété « Le Palais des Arts » : proximité avec le Musée des Beaux-Arts Jules Chéret.

|                              |
| Vue générale des deux blocs. |

|           |
| bloc Est. |

- n°163 : entrée de service du Palais Rosa Bonheur dont l'entrée principale est au 4 rue Poincaré